# Chaminé
Vista em corte de uma grande 
casa georgiana de quatro andares, mostrando a vantagem de usar 
um varredor mecânico em vez 
de limpadores de chaminés
Chaminé é um tubo ou duto utilizado para permitir a saída de fumaça, gases e vapores produzidos pela queima de materiais em locais como fogões, lareiras, churrasqueiras, fornalhas ou instalações industriais. Sua principal função é conduzir essas substâncias, que são nocivas à saúde, para o exterior. Ela pode ser encontrada em casas, indústrias, navios, etc.
Em casas, a chaminé tradicional é usada para expelir os gases gerados pela queima de madeira na lareira e também é importante em locais com churrasqueira ou fogão a lenha.

## Modelos de chaminés
Os modelos de chaminés podem ser classificados em algumas categorias, de acordo com o material empregado: chaminé galvanizada, chaminé inox, chaminé preta e chaminé de tijolo.
|                                                  |                           |                    |                                                                |                               |
| Lareira exposta e chaminé em um castelo medieval | Chaminé em uma residência | Chaminé industrial | Jovens limpadores de chaminés com suas ferramentas de trabalho | Chaminé em locomotiva a vapor |